# Saint-Senier-de-Beuvron
Saint-Senier-de-Beuvron és un municipi francès situat al departament de la Manche i a la regió de Normandia. L'any 2007 tenia 294 habitants.

## Demografia

### Població
El 2007 la població de fet de Saint-Senier-de-Beuvron era de 294 persones. Hi havia 120 famílies de les quals 40 eren unipersonals (16 homes vivint sols i 24 dones vivint soles), 48 parelles sense fills i 32 parelles amb fills.
La població ha evolucionat segons el següent gràfic:
Habitants censats

### Habitatges
El 2007 hi havia 149 habitatges, 114 eren l'habitatge principal de la família, 21 eren segones residències i 14 estaven desocupats. 147 eren cases i 1 era un apartament. Dels 114 habitatges principals, 78 estaven ocupats pels seus propietaris, 33 estaven llogats i ocupats pels llogaters i 3 estaven cedits a títol gratuït; 2 tenien una cambra, 12 en tenien dues, 19 en tenien tres, 23 en tenien quatre i 58 en tenien cinc o més. 98 habitatges disposaven pel capbaix d'una plaça de pàrquing. A 56 habitatges hi havia un automòbil i a 49 n'hi havia dos o més.

### Piràmide de població
La piràmide de població per edats i sexe el 2009 era:
| Homes | Edats   | Dones |
| ----- | ------- | ----- |
| 0     | 95 o +  | 4     |
| 0     | 90 a 94 | 4     |
| 4     | 85 a 89 | 12    |
| 0     | 80 a 84 | 4     |
| 16    | 75 a 79 | 4     |
| 8     | 70 a 74 | 20    |
| 16    | 65 a 69 | 4     |
| 4     | 60 a 64 | 8     |
| 8     | 55 a 59 | 8     |
| 8     | 50 a 54 | 4     |
| 8     | 45 a 49 | 0     |
| 8     | 40 a 44 | 8     |
| 4     | 35 a 39 | 8     |
| 16    | 30 a 34 | 0     |
| 12    | 25 a 29 | 4     |
| 16    | 20 a 24 | 12    |
| 8     | 15 a 19 | 12    |
| 0     | 10 a 14 | 0     |
| 12    | 5 a 9   | 8     |
| 8     | 0 a 4   | 16    |

## Economia
El 2007 la població en edat de treballar era de 158 persones, 115 eren actives i 43 eren inactives. De les 115 persones actives 111 estaven ocupades (59 homes i 52 dones) i 4 estaven aturades (1 home i 3 dones). De les 43 persones inactives 10 estaven jubilades, 18 estaven estudiant i 15 estaven classificades com a «altres inactius».

### Ingressos
El 2009 a Saint-Senier-de-Beuvron hi havia 126 unitats fiscals que integraven 283 persones, la mediana anual d'ingressos fiscals per persona era de 16.024 €.

### Activitats econòmiques
Dels 4 establiments que hi havia el 2007, 1 era d'una empresa de fabricació d'altres productes industrials, 1 d'una empresa de construcció, 1 d'una empresa de transport i 1 d'una empresa de serveis.
L'únic servei als particulars que hi havia el 2009 era un taller de reparació d'automòbils i de material agrícola.
L'any 2000 a Saint-Senier-de-Beuvron hi havia 43 explotacions agrícoles que ocupaven un total de 697 hectàrees.

## Poblacions més properes
El següent diagrama mostra les poblacions més properes.